# Wilhelm von Freeden
Wilhelm Ihno Adolph von Freeden (Norden, 12 mai 1822-Bonn, 11 janvier 1894) est un mathématicien, océanographe et homme politique allemand, spécialiste de la navigation.

## Biographie
Il fait des études de mathématiques à l'Université de Bonn et à l'Université de Göttingen où il devient membre du Corps Guestphalia Bonn (1842) et du Corps Frisia Göttingen (1846), et devient professeur en 1856 puis directeur d'une école de navigation à Elsfleth (1860-1867).
En 1867, il fonde à Hambourg la Norddeutsche Seewarte (Observatoire navale de l'Allemagne du Nord) qu'il dirige jusqu'au moment où il devient l'Observatoire maritime allemand (Deutsche Seewarte) en février 1875. L'objectif de l'observatoire, basé sur des mesures météorologiques, nautiques et magnétiques est alors de promouvoir et de faciliter les relations maritimes.
DE 1871 à 1876, il est membre du Reichstag comme député de la province de Hanovre.

## Œuvres
Il est le fondateur, avec H. Tecklenborg-Bremen du Hansa, Zeitschrift für Seewesen qu'il publiera jusqu'en 1891.
- Die Praxis der Methode der kleinsten Quadrate. Für die Bedürfnisse der Anfänger bearbeitet, Elementare Darstellung der Methode nebst Sammlung vollständig berechneter physikalischer, meteorologischer, geodätischer und astronomischer Aufgaben, welche auf lineare und transcendente Gleichungen führen, 1863
- Handbuch der Nautik und ihrer Hülfswissenschaften, 1864
- Ueber die wissenschaftliche Ergebnisse der ersten deutschen Nordfahrt von 1868. Öffentlicher Vortrag, gehalten im Verein für Kunst und Wissenschaft zu Hamburg, nebst besonderen Ausführungen des Wetterbuches und einer Karte, den gesegelten Weg der Grönland, und die Strömungen, Isothermen, Isametralen und Isogonen des Nordmeeres enthaltend (= Mittheilungen aus der Norddeutschen Seewarte, vol. 1, 1869
- Nordwestdeutscher Wetter-Kalender. Nach den zehnjährigen Beobachtungen auf der meteorologischen Station Elsfleth an der Weser in den Jahren 1858–67 (= Mittheilungen aus der Norddeutschen Seewarte, vol. 2, 1869)
- Ueber die Dampferwege zwischen dem Kanal und Newyork. Nach den Journal-Auszügen der Dampfer des Norddeutschen Lloyd in den Jahren 1860–1867. Nebst Wind und Wetter in derselben Zeit (= Mittheilungen aus der Norddeutschen Seewarte, vol.3, 1870)
- Barometerbuch zum Gebrauch der Seeleute. Nach der neuesten Ausgabe der Barometer Manual for the use of seamen der Meteorological office zu London aus dem Englischen übersetzt, 1885.

## Hommages
Un banc submergé porte son nom, le Freeden Bank, une île de l'archipel François-Joseph (île Freeden) a été nommée en son honneur par Carl Koldewey en 1868 ainsi qu'un cap du Svalbard, une baie de l'île Shannon, un banc de la mer de Weddell et un mont sous-marin du Pacifique sud.